# 伊藤徳太郎

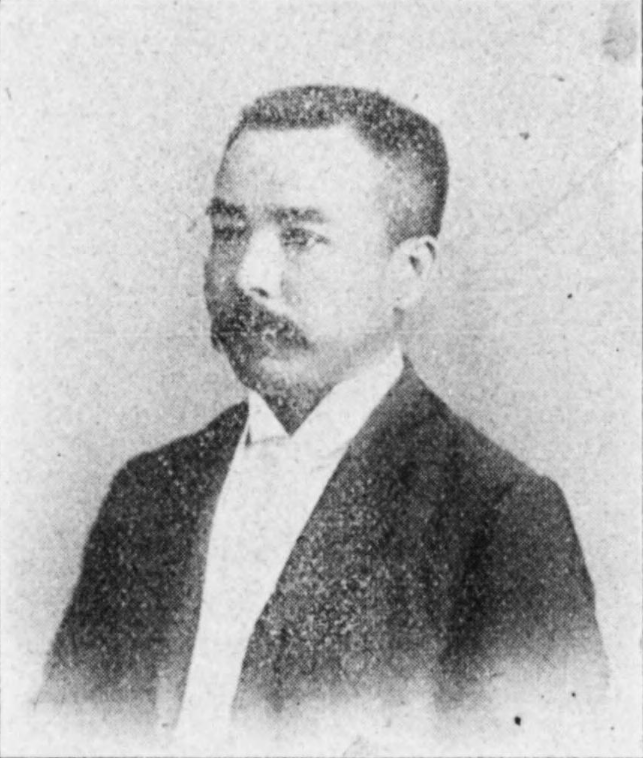
伊藤徳太郎

伊藤 徳太郎（いとう とくたろう、1860年11月17日（万延元年10月5日） - 1905年（明治38年）11月29日）は、明治時代の政治家、実業家。大地主。衆議院議員（6期）。

## 経歴
上総国武射郡小堤村（千葉県山武郡大総村、横芝町を経て現横芝光町）出身。法学および経済学を修め代言人試験に合格する。千葉県会議員、郡徴兵参事員、県常置委員、県徴兵参事員、地方衛生会員などを経て、1892年（明治25年）2月の第2回衆議院議員総選挙では千葉県第5区から自由党所属で出馬し当選。衆議院議員を通算6期務めた。実業界では千葉農工銀行、成田鉄道各取締役、東海新報社長などを務めた。1905年（明治38年）11月29日、腸チフスにより死去した。

## 栄典
- 勲四等旭日小綬章[6]